# Blackcelona: Una historia de metal satánico
Blackcelona: Una historia de metal satánico és un documental dirigit per Diego de Walpurgis (Diego López-Fernández) sobre l'escena black metal a Barcelona als anys noranta. La seva estrena mundial seria en la 22a edició del festival In-Edit Barcelona de l'any 2024, dins de la secció Panorama Nacional. El director Diego López és especialista en documentals sobre cinema de gènere fantàstic, i havia sigut responsable de la secció Brigadoon del Festival de Sitges dirigint per exemple films com Herederos de la bestia (2026), Jack Taylor, testigo del fantástico (2018) o REC. Terror sin pausa (2022) entre d'altres.

## Argument
El documental gira al voltant de l'escena black metal a Barcelona als anys noranta, així com relatant altres formacions sorgides arreu de Catalunya. A més, es recullen testimonis de membres de bandes com Asgaroth, Countess, Akerbeltz, Beheaded Lamb, Gorthaur, Sacrum Sacrificationis, Foscor, Blazemth o Atman, i s'exposa el paper fonamental de revistes com MetaliKO o segells com Abstract Emotions o New Gotia, els Estudios Don Simón, la sala Garatge Club, Mephisto, o KGB, i botigues de discos com Anaconda o Hysteria, o 7 pulgadas.
A la dècada dels vuitanta, sorgiren bandes internacionals com Venom, Bathory, Mercyful Fate, Hellhammer o Sarcófago, les quals provocaren l'auge i foren precursores del black metal, concepte extret del mateix títol d'un àlbum de Venom editat el 1982. Fou a partir d'aquestes bandes que diferents països del món com Noruega, Finlàndia, Grècia, Austràlia, EUA, Suïssa o Canadà, veieren com sorgien noves bandes originàriament black metal com Mayhem, Samael, Burzum, Beherit, Rotting Christ, Blasphemy, Emperor, Sadistik Exekution, Immortal, Dark Throne, Necromantia o Profanatica, i que encara aprofundiren més en l'obscuritat, les creus invertides i les polèmiques.
A Barcelona també arribà la influència de tot aquest moviment i fou l'escenari als anys noranta de la creació de grups com Beheaded Lamb, Gorthaur, Countess, Gothician, Sign of KatuMarus o Dying Christ. Aquesta onada de black metal s'estengué i tingué el seu punt culminant l'estiu de 1993 amb el primer concert de la banda catalana Sacrum Sacrificationis a la Plaça Tetuan. Bandes com Blazemth, Argar, Asgaroth, Majestic Midnight, Akerbeltz, Lux Divina o Foscor seguiren el moviment i es projectaren sobretot des de l'any 2000 en endavant arribant a bandes com the Exterminator, Insulters, Atonement, Sheidim o 13th Moon.
Al llarg del documental intervenen personatges clau de l'escena com Ramón Porta editor de la revista MetaliKO, Lilith Necrobitch component de la primera formació íntegrament femenina de black metal, i Countess juntament amb les seves companyes Balberith “Mater Suspiriorum” i Hella “Mater Lachrymarum” les quals durant la trajectòria de la banda (1994-1996) van editar el seu demo “Pactum Tenebrarum”. També hi intervenen Akerbeltz Mercyless, Jordi "KatuMarus" (Beheaded Lamb, Gorthaur), Christopher B.W. (Asgaroth), Daniel Rubí, Risky, Jordi de los Reyes, Daniel Rabadán "Goab", Fiar, Darshan, Thrash’et, Volkhaar, Erlick, Daemonous (Sacrum Sacrificationis, Ork), Alastor (Sacrum Sacrificationis, Beheaded Lamb) i Akerbeltz Mercyless (Akerbeltz).
El pòster oficial del documental mostra els logotips d'aquestes bandes i està signat per Alfredo Merino (editor del fanzín Lucifogo), el qual ha recreat l'estil rudimentari dels antics cartells de concerts underground dels anys 90.

## Direcció i producció
La direcció i guió del documental aniria a càrrec de Diego de Walpurgis, la direcció de fotografia és de Xevi Subinyà, el muntatge d'Albert Calveres, el treball en la sonorització de Moontower Studios i la producció executiva de Ferran Herranz.

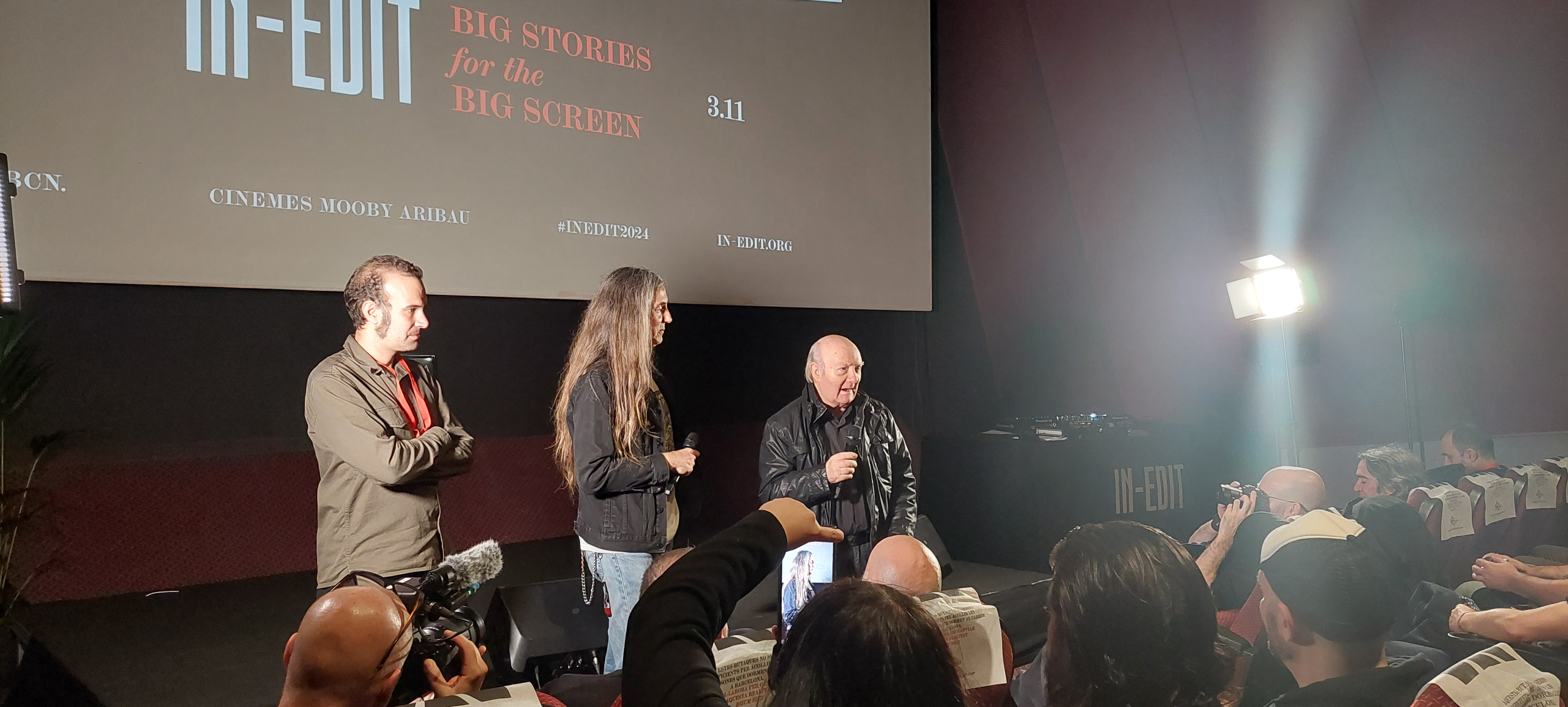
Diego de Walpurgys i Ramon Porta a la presentació del documental Blackcelona.

El director Diego de Walpurgis (Barcelona, 1977) es va iniciar al món del documental col·laborant en diverses àrees del film La sonrisa del lobo (2008), dirigit per Javier Perea i centrat en l’actor Paul Naschy i el seu personatge Waldemar Daninsky. Posteriorment, va fer el salt a la direcció amb diversos documentals centrats en la història del cinema fantàstic estatal, entre ells Los perversos rostros de Víctor Israel (2010) i Herederos de la Bestia (2016), tots dos codirigits amb David Pizarro. Aquest últim, una anàlisi de l’impacte del film d’Àlex de l’Església El día de la bestia (1995), va collir excel·lents crítiques després del seu pas per festivals nacionals i internacionals, on va guanyar un premi i diverses mencions.
En solitari ha dirigit els curtmetratges-documental Jack Taylor, testigo del fantástico (2018), centrat en l’actor nord-americà Jack Taylor, i La Dama del Fantaterror (2020), que recorre la trajectòria de l’actriu Helga Liné. L'any 2022 va estrenar el documental [REC] Terror sense pausa, un complet retrat de l’origen i impacte del primer lliurament de la saga dirigida per Paco Plaza i Jaume Balagueró, que Filmax va estrenar al 15è aniversari de la cinta i va ser nominat el 2022 a la categoria de Millor Llargmetratge Documental dels Premis Forqué.
El documental Blackcelona està produit i distribuit per Pecker Audiovisuals la qual fa més d’una dècada que treballa en projectes de ficció ficcions i documentals del circuit alternatiu i underground, i ha realitzat obres de creadors com Jess Franco, Carles Prats, Pere Temboury, Naxo Fiol o Víctor Olid. A més, Blackcelona: una historia de metal satánico compta també amb la col·laboració de The Dangerous Meeting Circle.